# Wendhausen (Adelsgeschlecht)

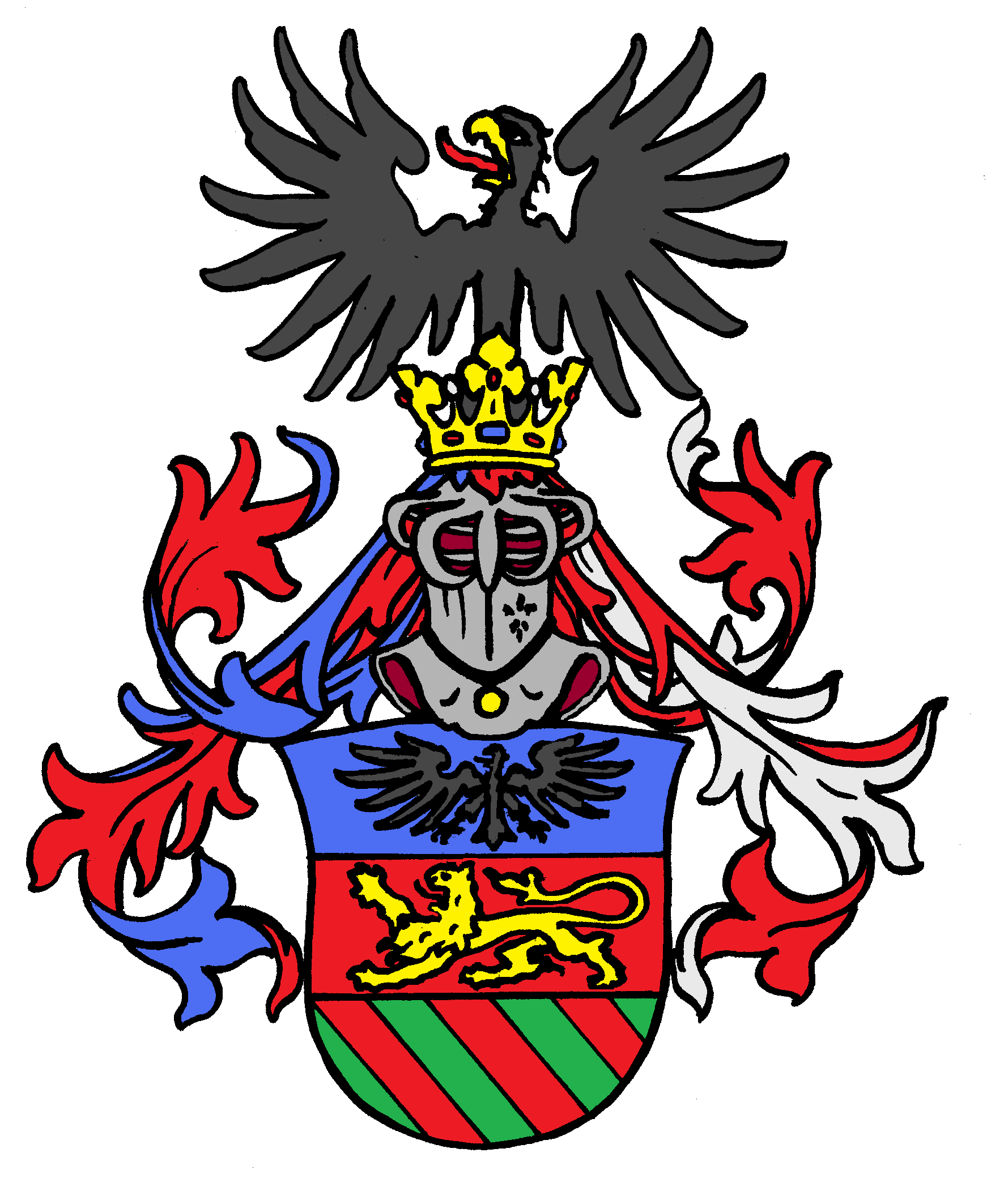
Wappen derer von Wendhausen

Wendhausen ursprünglich: Probst von Wendhausen, später: Stisser von Wendhausen, ist der Name eines Freiherrlichen braunschweigischen Adelsgeschlechts.

## Geschichte

Wasserschloss Wendhausen mit Barockgarten 1727

Das Geschlecht nimmt seinen Anfang mit Philipp Ludwig Probst (* 1633; † 1718), der im Dienst der Braunschweiger Herzöge Rudolf August und Anton Ulrich stand und 1682 das namensstiftende Gut Wendhausen zum Lehen erhielt. Neben diesem hatte er ab 1618 auch Riddagshausen und Schöningen in seinem Besitz. Am 11. Oktober 1683 erhob Kaiser Leopold den Lehnsnehmer in den Reichsadelstand, der sich von da an von Wendhausen nennen durfte. Ab 1683 ließ Philipp Ludwig Probst auf den Grundmauern der Vorgängerburg das Wasserschloss Wendhausen errichten, das nach fünfjähriger Bauzeit fertiggestellt war.
Probst von Wendhausen hinterließ nur eine Tochter, Dorothea Elisabeth von Wendhausen, die an Joachim Christoph Stisser, herzoglicher Hofrat aus altem Quedlinburgischem Ratsgeschlecht, dessen Stammreihe mit Hans Stisser urkdl. 1486–1494 beginnt, verheiratet wurde. Joachim Christoph Stisser wurde am 3. Juli 1684 als Stisser von Wendhausen in den Reichsadelstand gehoben. Am 23. März 1721 kam der Reichsfreiherrenstand mit der Anrede „Wohlgeboren“ als von Wendhausen an ihn. Er starb am 11. Oktober 1724 in Plau, wo die Familie über den Pfandbesitz über das Amt und die Burg Plau verfügte.
Bereits 1718 erbte seine Tochter Ilsa Louise Stisser, verwitwete von Imhoff, das Schloss Wendhausen. 1719 heiratete sie Konrad Detlev von Dehn, verstarb jedoch nach kurzer Ehe im Kindbett, was von Dehn zum Universalerben machte.
Die Freiherren von Wendhausen, welche in  Anhalt auch Görzig (1721–1781) besaßen, orientierten sich daraufhin nach Mecklenburg, wo sie bereits 1724 Groß Ridsenow, das 1748–1783 erblich bei ihnen war, bewirtschafteten. Weiterhin besaßen sie bei Güstrow die Güter Klein Ridsenow (1749–1783), Belitz und Vietschow (1781–1792) sowie pfandweise Kessin (1746–1784) bei Crivitz.
Am 30. Dezember 1839 erging eine Braunschweigische Bestätigung des Freiherrenstandes für den herzoglich braunschweigischen Kammerpräsidenten Friedrich von Bülow (1772–1840) mit Namens- und Wappenvereinigung mit den Freiherren von Wendhausen.

## Wappen
Das Wappen (1683/1684) war zweimal geteilt; im ersten blauen Felde ein schwarzer Adler, im zweiten roten Feld ein goldener Löwe, das untere Feld sechsmal von Grün und Rot schrägrechts geteilt. Auf dem gekrönten Helm mit rechts bau-roten und links silber-roten Decken ein wachsender schwarzer Adler.

## Angehörige
- Philipp Ludwig Probst von Wendhausen (* 1633; † 1718), Grundgelehrter, fürstlich braunschweig-lüneburgischer Premierminister, Kanzler und Landsyndikus sowie Erbherr auf Wendhausen, Schöningen und Riddagshausen